# Brignoliolus ovchinnikovi
Espèce
Brignoliolus ovchinnikovi est une espèce d'araignées aranéomorphes de la famille des Agelenidae.

## Distribution
Cette espèce est endémique d'Israël. Elle se rencontre en Haute Galilée vers Tziv'on.

## Description
Le mâle holotype mesure 7,7 mm et la femelle paratype 11,5 mm

## Systématique et taxinomie
Cette espèce a été décrite par Zonstein et Marusik en 2024.

## Étymologie
Cette espèce est nommée en l'honneur de Sergei V. Ovtchinnikov.

## Publication originale
- Zonstein & Marusik, 2024 : « A survey of Brignoliolus Ovchinnikov, 1999 stat. rev. (Araneae, Agelenidae) with the description of a new species from Israel. » Zootaxa, no 5541(2), p. 215-226.